# Slaget vid Kuryłówka
Slaget vid Kuryłówka är en strid som utkämpades mellan sovjetiska NKVD och polska partisaner (Żołnierze wyklęci), under andra världskrigets slut (7 maj 1945). Polackerna var rädda att polen skulle bli kommunistiskt, varför de anföll NKVD-trupper i ryggen. Slaget varade en hel dag och slutade med polsk seger. Eftersom de dock saknade möjligheter att hålla byn drog de sig tillbaka. Segern skulle dock visa sig kortvarig, eftersom sovjetiska trupper brände ner byn till grunden och gjorde alla 920 som bodde i byn hemlösa i en hämndaktion de efterföljande dagarna.  
Ledare på polska sidan var Francis Przysiężniak.
Allt som allt deltog ca 200 polacker och 300 ryssar i slaget. Antalet döda blev 56-70 ryssar och 7 polacker i slaget. Därtill skadades 5 polacker. 
Kuryłówka är en liten by i södra polen.